# Tina Bilban
Tina Bilban, slovenska raziskovalka, avtorica, literarna kritičarka, urednica, prevajalka, * 24. februar 1983.
Tina Bilban je leta 2006 diplomirala na Filozofski fakulteti iz filozofije in primerjalne književnosti, leta 2009 je na isti fakulteti doktorirala s področja literarnih ved.
Njeno delo je razpeto med sodobno znanostjo, filozofijo in književnostjo.
Delala je na Dunaju na Inštitutu za kvantno optiko in informacijo kot podoktorska raziskovalka s področja filozofije. Dela kot raziskovalka na Inštitutu Nove revije.
Je članica strokovne komisije Priročnika za branje kakovostnih mladinskih knjig.
Od leta 2020 je predsednica Slovenske sekcije Mednarodne zveze za mladinsko književnost - IBBY. Med leti 2022 in 2026 je članica izvršnega odbora Mednarodne zveze za mladinsko književnost - IBBY in v obdobju 2024-2026 podpredsednica IBBY. Sodelovala je v več domačih in mednarodnih žirijah na področju književnosti, med drugim je bila predsednica žirije za nagrado Fabula - nagrade za najboljo zbirko kratkih zgodb (2010), v letih 2020 in 2022 je bila članica žirije za Andersenovo nagrado - osrednjo mednarodno nagrado na področju mladinske književnosti , bila je članica slovenske žirije za EU Prize for Literature (2021), članica mednarodne skupine, ki je za BBC izbrala 100 najboljših mladinskih del (2023), in članica mednarodne žirije Bologna Ragazzi Awards (2024).
Je avtorica več leposlovnih in stvarnih del, med drugim zbirke kratkih zgodb Interferenca (Mladinska knjiga, 2010), romana Hvala za škarje (Miš, 2019), stvarnih knjih za mlade bralce 50 abstraktnih izumov (Miš, 2017), Kaj sploh je to? (Miš, 2019) in Kaj misliš, kdo? (Miš, 2021), znanstvene monografije Na poti k času (Annales, 2012) in strokovne monografije Čudni kvantni svet (Miš, 2022) ter mladinskega romana Ive ni (Miš, 2024).